# Kibyra (Pamphylien)
Kibyra (altgriechisch Κίβυρα), auch „das kleine Kibyra“ () genannt zur Unterscheidung von Kibyra in Phrygien, war eine antike Stadt in Pamphylien, heute auf dem Kap Karaburun, 32 Kilometer westlich von Alanya lokalisiert. Sie spielte auch in der Spätantike und im Mittelalter noch eine Rolle und war in der mittelbyzantinischen Epoche ab 734 eine Zeit lang Sitz des stratēgos des wichtigen Seethemas der Kibyrrhaioten oder Kibyrrhaiotai (θέμα Κιβυρραιωτῶν), die ihren Namen von der Stadt ableiteten.